# Stefan Bellof

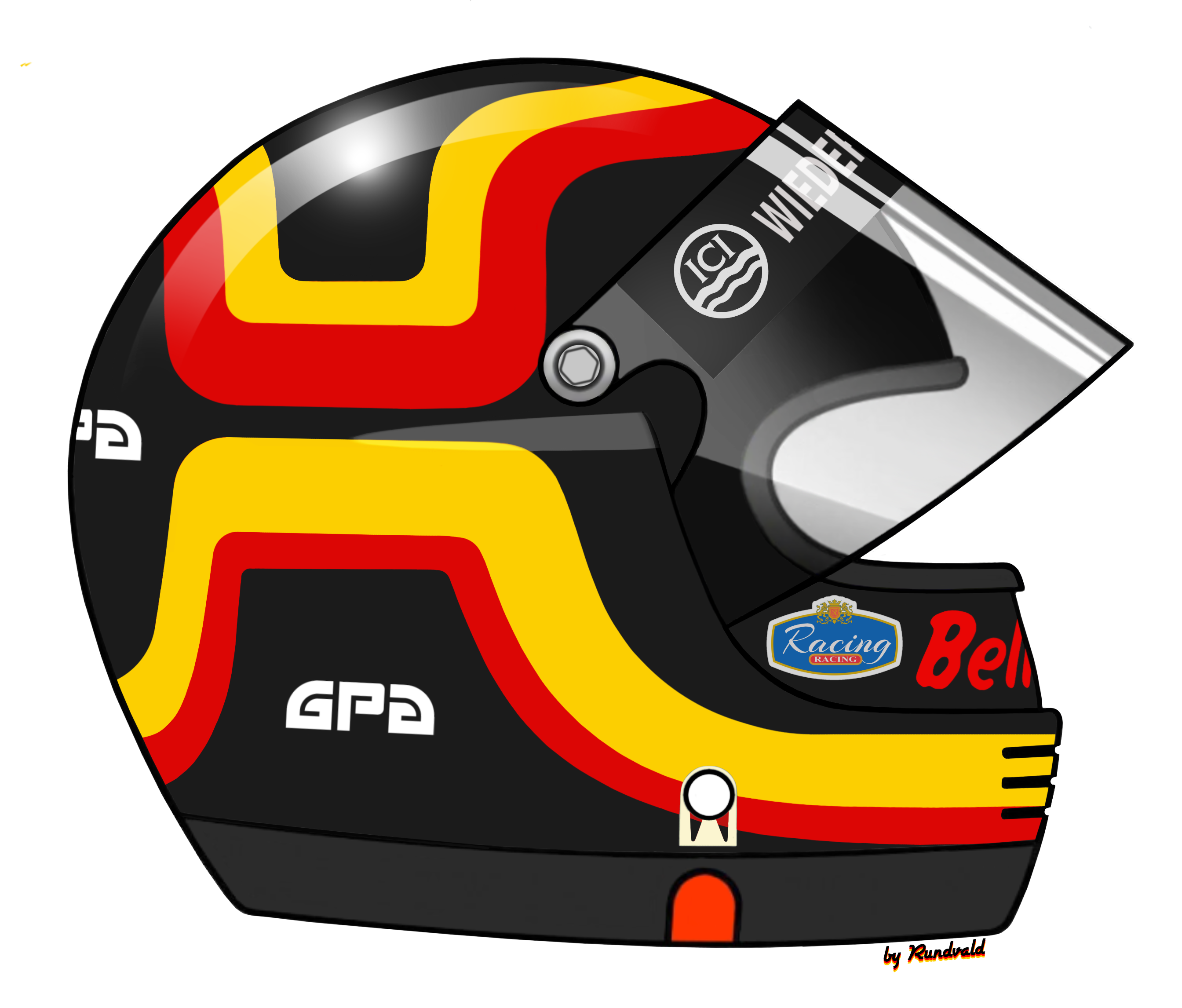
Capacete de Stefan Bellof. O desenho foi criado em 1982 nas cores da bandeira alemã por Angelika Langner, namorada do piloto.

Stefan Bellof (Giessen, 20 de novembro de 1957 — Spa-Francorchamps, 1º de setembro de 1985) foi um piloto alemão de automobilismo. Em dezembro de 2009, foi eleito pelos seus pares como o 35º melhor piloto de Fórmula 1 de todos os tempos, numa eleição foi organizada pela revista inglesa Autosport, que consultou 217 pilotos que passaram pela categoria.

## Carreira

### O início no kart
Stefan Bellof iniciou a carreira no kart ao lado do irmão, Goa Bellof, em 1973, disputando o Campeonato Junior da modalidade naquele ano. Conquistou a Taça Internacional de Kart em Luxemburgo em 1976 e encerrou a sua passagem pela categoria em 1980, ao vencer o Campeonato Alemão.

### Categorias de base
Estreou nos monopostos em 1979, obtendo um segundo lugar em Hockenheim em uma prova de Fórmula Ford 1600. No ano seguinte, obteve sete vitórias na Fórmula Ford alemã, o que lhe valeu um convite para disputar a Fórmula Ford 2000 e a Fórmula Ford Internacional, categoria na qual obteve seis vitórias e o título do campeonato.
Em 1981 passou para a Fórmula 3 alemã, obtendo três vitórias e o terceiro lugar na classificação final do campeonato, feito que chama a atenção do empresário Willy Maurer, que passa a representá-lo. No ano seguinte, passa para a Fórmula 2 europeia, que disputou pela equipe Maurer-BMW. Stefan conseguiu a proeza de vencer as suas duas primeiras corridas na categoria, em Silverstone e Hockenheim; todavia, os motores BMW não rendem tanto quanto os motores Mugen, e Bellof obteve apenas mais um segundo lugar em Enna Pergusa e um terceiro lugar em Hockenheim, terminando o campeonato na quarta posição.
No mesmo ano, estreia nos Sport-Protótipos disputando os 1000 km de Spa-Francorchamps, com um Porsche. Apesar de não terminar a corrida, impressionou positivamente os chefes de equipe pela rapidez alcançada.

### Mundial de Protótipos
Após a boa estreia em Spa, Bellof assinou contrato para a temporada de 1983 com a equipe Porsche, visando à disputa do Mundial de Protótipos, ao mesmo tempo que correria na Fórmula 2 europeia pela equipe de Willy Maurer, onde a sua melhor classificação é um segundo lugar em Jarama. Nos protótipos, porém, vence os 1000 km de Silverstone, Fuji e Kyalami. Para coroar a temporada, estabelece o recorde de volta no antigo circuito de Nürburgring, terminando o campeonato em quarto lugar.
Em 1984 iniciou a temporada como um dos favoritos ao título pela equipe Brun-Porsche, e confirmou as expectativas durante a sessão ao vencer as corridas de Monza, Nurburgring, Spa-Francorchamps, Ímola, Fuji e Sandown Park. Com mais um quarto lugar em Mosport Park e um quinto lugar em Brands Hatch, sagrou-se campeão mundial ao final do ano, causando espécie pela rapidez com que atingiu tal nível, correndo contra pilotos consagrados como Jacky Ickx, Derek Bell, Hans Stuck e Jochen Mass.

### Estreia na Fórmula 1
O desempenho de Stefan Bellof no Campeonato Europeu de Fórmula 2 (aliado às vitórias obtidas pela Porsche no Mundial de Protótipos) renderam-lhe um convite de Ron Dennis para testar uma McLaren em Silverstone em 27 de outubro de 1983, juntamente com Ayrton Senna e Martin Brundle. Nesse dia, marca uma volta apenas um décimo de segundo inferior ao tempo obtido por Senna, mesmo correndo com uma versão antiga do motor Cosworth, enquanto o piloto brasileiro utilizava um carro em configuração de corrida, menos potente que os modelos de teste. Posteriormente, Stefan Bellof e Martin Brundle foram contratados pela Tyrrell para correrem na Fórmula 1 em 1984, enquanto Ayrton Senna assinou com a Toleman.
Estreou a serviço da equipe de Ken Tyrrell no Grande Prêmio do Brasil de 1984, marcando seu primeiro ponto ao chegar em sexto lugar no Circuito de Zolder durante o Grande Prêmio da Bélgica, chegando em quinto na corrida seguinte, em San Marino, na pista de Ímola. Todavia, o seu melhor desempenho ocorreu no Grande Prêmio de Mônaco onde, após largar na última posição debaixo de chuva forte, alcançou a zona de pontuação no décimo sexto giro, ultrapassou a Williams de Keke Rosberg após cinco voltas e subiu para quarto quando a McLaren de Niki Lauda rodou na Praça do Cassino na vigésima terceira passagem. Quatro voltas mais tarde, foi "trancado" por René Arnoux numa tentativa de ultrapassagem, mas tomou o terceiro lugar superando o francês da Ferrari logo a seguir, ao chegar à curva Mirabeau na volta vinte e sete. A essa altura, Alain Prost, da McLaren, liderava em Montecarlo com Ayrton Senna vindo a seguir, sendo que Stefan Bellof estava mais rápido que o brasileiro da Toleman, pois o alemão descontou mais de três segundos nas duas voltas seguintes ao duelo com René Arnoux, contudo tirou menos de três décimos em relação a Ayrton Senna nas duas passagens subsequentes.
A perspectiva de um duelo triplo pela vitória nas ruas do principado chegou ao fim por ordem de Jean-Marie Balestre. Inconformado com a ultrapassagem de Ayrton Senna sobre Alain Prost na trigésima segunda volta, o presidente da FISA determinou que o diretor da prova, o ex-piloto belga Jacky Ickx, acionasse a bandeira vermelha e a seguir agitasse a bandeira quadriculada. Graças à sinalização dupla, a corrida foi encerrada com 31 voltas válidas, garantindo a décima segunda vitória de Alain Prost, embora os seis primeiros colocados recebessem, cada um, apenas a metade dos pontos em jogo, pois a distância percorrida nas ruas monegascas foi abaixo dos três quartos necessários para a atribuição integral dos pontos. Diante do exposto, Ayrton Senna assegurou a segunda posição com quatorze segundos de vantagem sobre Stefan Bellof, este garantindo o terceiro lugar, algo inédito em sua carreira. Estranhamente, o corredor germânico não subiu ao pódio, inexistindo qualquer explicação sobre esse fato.
Em 18 de julho de 1984, no entanto, a reputação da Tyrrell foi maculada quando a FISA baniu o time e seus pilotos do mundial de 1984 ao descobrir as trapaças da equipe de Ockham para competir: o uso de combustível adulterado por álcool e hidrocarbonetos, além de utilizar um lastro ilegal. Neste último caso os carros da equipe pesavam 80 kg abaixo do peso mínimo de modo a compensar a menor potência dos motores aspirados da Ford utilizados pela equipe britânica, a qual trazia seus bólidos à garagem antes do fim dos treinos e enchia os tanques instalados na lateral esquerda das máquinas com 80 litros de água, sendo colocadas esferas de chumbo nessas "caixas d'água" para alinhar o centro de gravidade dos carros, posicionando-os próximos ao chão, atingindo o limite de peso fixado no regulamento de maneira obscena.
Devido a essa punição sem precedentes, Stefan Bellof perdeu todos os seus resultados, embora tenha corrido mediante decisões judiciais favoráveis à Tyrrell ou graças a uma apelação que suspendeu a pena até o julgamento do recurso, dedicando-se ao Campeonato Mundial de Protótipos, sagrando-se campeão da modalidade em 1984.

### Última temporada

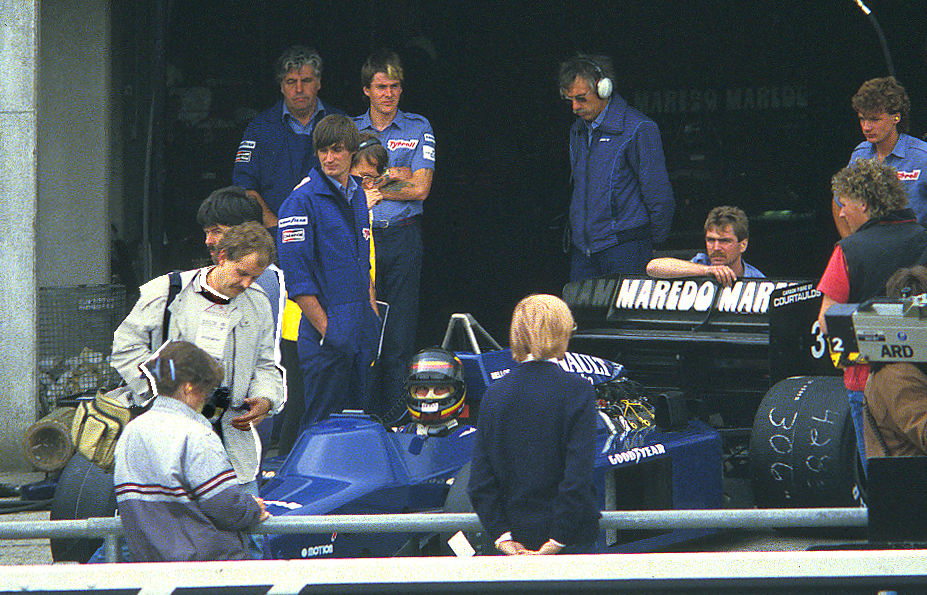
Stefan Bellof, dentro do Tyrrell, em Nürburgring, 1985

Mesmo com as irregularidades verificadas em sua equipe, ao final do ano o nome de Bellof estava no meio das discussões das principais equipes, assim como o outro estreante daquele ano, Ayrton Senna. Para 1985, apesar de especulações ligando seu nome à Ferrari, o piloto alemão se manteve em suas equipes tanto na Fórmula 1 como nos Sport-Protótipos. A Tyrrell continuava a dispor dos motores Cosworth, sendo a única equipe a disputar o campeonato mundial sem motores turbo (a estreante Minardi correu com os Cosworth apenas nos dois primeiros GPs do ano). Já nos Sport-Protótipos, a Porsche continuava como favorita.
Nessa temporada, entretanto, Bellof decide dar prioridade à Fórmula 1 em detrimento do Mundial de Sport-Protótipos, categoria na qual conseguiu apenas um 3º lugar em Mugello e um 5º em Monza. Foi no Grande Prêmio de Portugal, no Estoril, que obteve o seu primeiro ponto válido após as desclassificações no ano anterior, ao chegar em 6º lugar debaixo de uma forte chuva, com o nariz do seu Tyrrell danificado, após ter largado da 21ª posição. Além disso, conseguiu ainda um 4º lugar em Grande Prêmio de Detroit no circuito de mesmo nome, marcando os três últimos pontos para o lendário motor Ford aspirado sob a batuta da Cosworth.
Tais desempenhos aproximaram Bellof da Ferrari, fazendo surgir fortes rumores de que um contrato de dois anos havia sido assinado com a equipa italiana a partir de 1986, o que evidenciava ainda mais o seu potencial. No GP da Alemanha, em Nürburgring, passou a dispor de um motor Renault turbo no seu Tyrrell, que o levou ao 8º lugar na prova; na corrida seguinte, o GP da Áustria, em Österreichring, obteve o 7º posto, e no Grande Prêmio dos Países Baixos, em Zandvoort, abandonou com problemas no motor francês.
No dia 1º de setembro de 1985, Bellof retornou aos Sport-Protótipos para disputar os 1000 km de Spa-Francorchamps. Na 77ª volta, ao disputar a liderança com o belga Jacky Ickx, Stefan tentou uma arriscada ultrapassagem por fora na entrada da curva Eau Rouge. Os dois Porsche se tocam; o Porsche de Ickx bate com a traseira direita nos guard-rails, ao passo que o carro de Bellof vai bater frontalmente no muro de proteção, incendiando-se. Bellof é retirado do carro e levado para o centro de cirurgia do circuito, mas não resiste aos ferimentos e falece no local, uma hora após o acidente.
Anos depois, ao comentar o significado da perda de Stefan Bellof, o renomado jornalista especializado inglês Nigel Roebuck afirmou o seguinte: “Se Bellof iria vencer Grandes Prêmios? Não tenho dúvida nenhuma. Aliás, acredito que ele seria o primeiro campeão do mundo alemão. Não há como questionar que ele tinha habilidade para isso e, embora a Ferrari nunca tenha confirmado, não restam muitas dúvidas que ele seria o parceiro de Michele Alboreto na equipe em 1986. A sua morte foi uma perda horrível para o esporte e ainda maior para aqueles que o conheciam”.

## Todos os resultados de Stefan Bellof na Fórmula 1
(legenda)
| Ano   | Equipe                      | Chassis     | Motor            | Pneus | 1       | 2       | 3       | 4       | 5       | 6       | 7       | 8       | 9       | 10      | 11      | 12     | 13      | 14 | 15 | 16 | Pts | Pos |
| ----- | --------------------------- | ----------- | ---------------- | ----- | ------- | ------- | ------- | ------- | ------- | ------- | ------- | ------- | ------- | ------- | ------- | ------ | ------- | -- | -- | -- | --- | --- |
| 1985  | Tyrrell Racing Organisation | Tyrrell 012 | Ford V8          | G     |         | POR 6º  | SMR Ret | MON NQ  | CAN 11º | DET 4º  | FRA 13º | GBR 11º |         |         |         |        |         |    |    |    | 4   | 16º |
| 1985  | Tyrrell Racing Organisation | Tyrrell 014 | Renault V6 Turbo | G     |         |         |         |         |         |         |         |         | ALE 8º  | AUT 7º  | PAB Ret |        |         |    |    |    | 4   | 16º |
| *1984 | Tyrrell Racing Organisation | Tyrrell 012 | Ford V8          | G     | BRA DSQ | AFS DSQ | BEL DSQ | SMR DSQ | FRA DSQ | MON DSQ | CAN DSQ | DET DSQ | DAL DSQ | GBR DSQ |         | AUT NQ | PAB DSQ |    |    |    | 0   | NC  |

- Sistema de pontuação da Fórmula 1
- Bellof foi desclassificado em 10 provas, devido ao seu carro infringir o regulamento. Pelo mesmo motivo, a equipa Tyrrell foi banida do restante Campeonato de 1984.